# Lego Star Wars: The Skywalker Saga
A Lego Star Wars: The Skywalker Saga egy Lego-témájú akció-kaland videójáték, melyet a Traveller’s Tales fejleszt és a Warner Bros. Interactive Entertainment adott ki. A játék Microsoft Windowsra, Nintendo Switchre, PlayStation 4-re, PlayStation 5-re, Xbox One-ra és Xbox Series X és Series S-re jelent meg 2022. április 5-én. Ez a hatodik konzoljáték  a TT Games Lego Star Wars videójáték-sorozatában, és a Lego Star Wars: The Force Awakens utódja. A játék magában foglalja a Skywalker Saga összes filmjét.

## Játékmenet
A Lego videójátékok nagy részével ellentétben, ahol a játékosoknak lineárisan kellett végigmenni a történeten, a játékosoknak lehetőségük van választani, hogy a három trilógia közül melyikkel kezdik a történetet, és melyikkel fejezik be. Minden filmnek öt pályája lesz, így összességében 45 pálya lesz a játékban, az előző játékokban található 6 pálya per epizód elosztással ellentétben. Az előző játékokhoz képest átalakították a harcrendszert is, például a fénykardos karakterek mostantól gyengébb és erősebb ütéseket, és Erő-mozdulatokat fognak alkalmazni, a pisztolyos karaktereknek pedig vállfeletti kameranézete lesz (olyan, amilyet számos TPS játékban láthatunk). A játékban 300 játszható karakter van.
Az elődjéhez, a Lego Star Wars: The Force Awakens-hez képest, a játék világa nem csak a Mos Eisley kantinja lesz, mint a 2007-es Lego Star Wars: The Complete Saga-ban, hanem teljesen felfedezhető bolygók széles köre fogja alkotni. A fejlesztők már megerősítették, hogy a Coruscant, Naboo, Tatuin, Geonosis, Kamino, Utapau, Kashyyyk, Mustafar, Yavin 4, Hoth, Dagobah, Bespin, Endor, Jakku, Takodana, D’Qar, Starkiller bázis, Ahch-To, Cantonica, Crait, Ajan Kloss, Pasaana, Kijimi, Kef Bir és Exegol nevű bolygók és holdak szerepelni fognak a játékban. Az űrhajók nagy része szabadon felfedezhető belső területekkel fog rendelkezni, mint a Csillagrombolók és a Halálcsillag. Véletlenszerű találkozások is fognak történni a játékban. Például, egy Birodalmi csillagromboló hirtelen megjelenhet, és TIE vadászokat küldhet a játékos után. A játékosok dönthetnek, hogy harcolnak velük, vagy továbbmennek, hogy haladjanak a történetben.

## Fejlesztés és értékesítés
A játék létezését legelőször Matthew Wood szivárogtatta ki a Star Wars Celebration Chicagón. A bejelentő előzetes premierje a 2019-es E3-on volt a Microsoft sajtótájékoztatója alatt. A második előzetest, mely mind a kilenc filmből tartalmazott egy jelenetet, december 20-án jelentették meg, hogy egybeessen a Skywalker kora kiadásával. A hivatalos borítót 2020. május 4-én mutatták be.
A Disney és a Lucasfilm nem osztott meg részleteket a fejlesztőkkel a Star Wars: Skywalker koráról a film kiadása előtt. Eközben a TT Games a játék többi funkcióján és tartalmán dolgozott, míg a Lucasfilm több információt megoszt velük. A játékot a Traveller’s Tales új motorjában, az NTT-ben fejlesztik.
2022. január 20-án egy jelentésben, melyet a Polygon adott ki, leírták, hogy mennyi túlmunkát kellett vállalniuk a dolgozóknak a játék fejlesztésének kezdete óta, ami 2017 végén kezdődött. Ezen kívül még a menedzsmenttel is problémákba ütköztek, illetve az is sok gondot okozott, hogy régimódi fejlesztői eszközöket kellett használniuk (ami ahhoz vezetett, hogy későbbi játékaikban az Unreal Engine-t használják).

## Hang
Csakúgy, mint a Lego Star Wars: The Force Awakens, a Lego Star Wars: The Skywalker Saga is eredeti szinkronhangokat fog alkalmazni, a szinkronhangok közé tartozik Billy Dee Williams mint Lando Calrissian és Tom Kane mint Yoda, akinek ez az utolsó szereplése a 2020 novemberében kapott stroke-ja miatt.
A játékban lesz egy külön "Motyogó Mód" is, amely egy extra funkció, melynek köszönhetően a játékosok tudnák váltani a szinkronhangok és motyogás között, amely megszokott volt a régebbi Lego-videójátékokban.

## Kiadás
2020. május 7-én a Csillagok háborúja hivatalos YouTube csatornáján megemlítették, hogy a kiadási dátum 2020. október 20-a. Még aznap, az eredeti videót privátba tették, és egy új videót töltöttek fel, melyben kivágták a kiadási dátumot. Ezt a dátumot másképp nem erősítették meg. 2020. augusztus 26-án a Lego weboldal 2021-nek mutatta a kiadási dátumot, de később eltüntették ezt. Azóta frissítették úgy, hogy ne legyen benne semmi sejtelem a kiadási évről. Másnap, a 2020-as Gamescom nyitóestjén, bejelentették, hogy a játékot 2021 1. vagy 2. negyedévében fogják kiadni, azzal a leírással, hogy "2021 tavasza". Emellett bejelentették, hogy a játék PlayStation 5-re és Xbox Series X-re is érkezni fog. 2021. április 2-án azonban újból elhalasztották a játékot. 2021. augusztus 25.-én a 2021-es Gamescomon bejelentették, hogy a játék "2022 tavaszán" fog megjelenni. 2022. január 20-án hivatalosan megerősítették, hogy 2022. április 5-én fog a játék megjelenni, mely bejelentéshez egy játékmenet előzetest is hozzácsatoltak.
A játék elérhető lesz Alap és Deluxe kiadásban is. A Deluxe kiadás tartalmaz egy karakter kollekciót, amiben hat karakter csomag van, melyek a Skywalker Saga-n kívüli karaktereket veszik alapul. Ezek a karakter csomagok a következő filmekről vagy sorozatokról szólnak: A Mandalóri, Zsivány Egyes, Solo, A Rossz Osztag, illetve még egy karakter csomag, melyben ikonikus karakterek klasszikus Lego-formái találhatók.
A dobozos változata a Deluxe kiadásnak egy exkluzív Luke Skywalker minifigurát tartalmaz kék tejjel, és a doboz borítóján Darth Vader látható, akinek eltávolítható a maszkja, ha felemeljük a papucsot. A fizikális Deluxe kiadásokat Nintendo Switch-re, PlayStation 4-re, PlayStation 5-re és Xbox-ra fogják kiadni, amely funkcionáltatható mind Xbox One, és mind Xbox Series X konzolon. Egy steelbook, amely Han Solót ábrázolja karbonitva fagyva megtalálható a Deluxe kiadásban, ha a Game kiskereskedőtől rendelik elő az Egyesült Királyságban. Kanadában és az Egyesült Államokban a Best Buy-nál előrendelve kapható meg ez a kiegészítő.
2022. szeptember 9-én, a 2022-es D23 Expo prezentáción bejelentették, hogy a Galactic Edition-je 2022. november 1-jén jelenik meg, és hat új csomagot tartalmaz a Character Collection 2-ben, többek között a Boba Fett könyve, az Obi-Wan Kenobi, az Andor, a Klónok háborúja, a Lázadók és a Nyári vakáció karaktereit tartalmazza.

## Fordítás
- Ez a szócikk részben vagy egészben  a   Lego Star Wars: The Skywalker Saga című angol Wikipédia-szócikk ezen változatának fordításán alapul.  Az eredeti cikk szerkesztőit annak laptörténete sorolja fel. Ez a jelzés csupán a megfogalmazás eredetét és a szerzői jogokat jelzi, nem szolgál a cikkben szereplő információk forrásmegjelöléseként.